# ATELIER PEACH
ATELIER PEACH（日語：アトリエピーチ）是一家位於日本東京都中野區的音響製作公司。同時是進行聲優經營管理為主要業務的聲優經紀公司。

## 所屬聲優

### 男性
- 植木亨（日语：植木亨）（預留）
- 小宅悠一（日语：小宅悠一）
- 真琴
- 島田友樹（日语：島田友樹）
- 關通利（日语：関通利）
- 立花十四朗（日语：立花十四朗）
- 內藤大樹
- 柊唯也（日语：柊唯也）
- 冰室省吾（日语：氷室省吾）

### 女性
| 行 - 綾音真子 - 有川真奈 - 榎津真央 行 - 金松由花 - 君島理紗 - 霧島春奈 行 - 涉谷姬 | 行 - 月森妮妮 行 - 長田梢 - 夏目美南海 行 - 波野夏花（預留） - 花宮吾妻（預留） - 波野夏花 - 冬野（預留） - 冬宮紅玉（預留） | 行 - 水野七海 - （休業中） ～行 - 八橋喜那子 - 矢吹由美 - 雪村登亞 - 由倉奈於 |

### Jr.
| 行 - 池多 - 宇佐美日和 - 海音 - 梅宮 行 - 加賀美心（休業中） - 加治屋馨子 - 一華 - 工藤彩織 - 小波由梨 | 行 - 神話 行 - 七瀨明 | 行 - 風鈴美鈴 - 藤立夏 行 - 丸見 - 彌刀太一 |

## 過往所屬主要聲優

### 男性
- 淺川正寬（日语：淺川正寛）（自由職業）
- 織田圭祐（自由職業）
- 內野一（日语：内野一）（自由職業）
- 根津貴行（日语：根津貴行）（現所屬：al-share（日语：アル・シェア））
- 原田友貴（日语：原田友貴）
- 武藤賀洋（日语：武藤ヨシヒロ）（現從事劇團新和座所屬舞台演出家）

### 女性
- 綾音真子（日语：綾音まこ）（自由職業）
- 有川真奈（日语：ありかわ真奈）
- 藍川珪（日语：藍川珪）
- 赤川真紀（日语：あかがわまき）
- 亞月千繪美（日语：亜月ちえみ）
- 和泉菜由花（日语：和泉なゆ花）
- 伊藤麻衣（日语：伊藤麻衣 (声優)）（現所屬：Jac in production）
- 井上美由（日语：井上みゆ）
- 今谷皆美（日语：今谷皆美）（自由職業）
- 江幡育子（日语：江幡育子）（現所屬：ZIZZ STUDIO）
- 大野麻里奈（現所屬：Honey Rush（日语：Honey Rush (聲優事務所)））
- 小倉結衣（自由職業，ACT.OZ（業務提攜））
- 風花真白（日语：風花ましろ）
- 春日杏（日语：春日アン）（現所屬：Rock'n' Banana）
- 川瀨友子（日语：川瀬ゆう子）（現所屬：AS企劃（日语：エーエス企画））
- 川中瀨奈（日语：川中瀬奈）
- 神崎嘉成（日语：カンザキカナリ）（自由職業）
- 神崎千尋（日语：神崎ちひろ）
- （引退）
- 佐倉夏海（日语：さくらなつみ）（現所屬：FEATHER（日语：フェザード））
- 櫻井亞里須（日语：櫻井ありす）（現所屬：劇團Chougoukin）
- 佐藤美佳子（現所屬：Yellow-Tail）
- 三五美奈子（現所屬：most music entertainment（業務提攜））
- 靜木亞美（日语：静木亜美）
- 新堂真弓（日语：新堂真弓）
- 鈴谷麻耶（現所屬：futurum （页面存档备份，存于））
- 高村優里（日语：高村優里）
- 友永朱音（現所屬：AXL ONE）
- 夏目久美（日语：夏目久美）
- 七生尊（日语：七生みこと）
- 南乃琴（日语：南乃こと）
- 幡宮香乃子（日语：幡宮かのこ）（現所屬：Yellow-Tail）
- 真木碧（日语：真木碧）（自由職業，crocodeile（日语：クロコデイル）（業務提攜））
- MARIO（日语：MARIO (声優)）
- 宮川美保（日语：宮川美保）（現所屬：青二Production）
- 八尋麻美（日语：八尋まみ）（自由職業）
- 結城穗乃香
- 雪都沙緒梨（日语：雪都さお梨）
- 雪乃美里（日语：雪乃みさと）
- 蓮香（自由職業）

## 外部連結
- ATELIER PEACH公式官網（页面存档备份，存于） （日語）